# 妙光院
妙光院（みょうこういん）は、東京都府中市にある真言宗豊山派の寺院。詳名は本覚山真如寺。山号は本覚山。本尊は延命地蔵菩薩。

## 歴史
859年（貞観元年）、平城天皇第三皇子である真如法親王の開基。大日本地名辞書によれば15石の寺領があり、23の末寺があったと伝えられている。
境内の仁王門は1782年（天明2年）に建立され、菊の紋章が見られる。また本尊に延命地蔵菩薩を祀っている。

## 文化財
- 本尊は地蔵菩薩坐像 - （伝）室町時代[7]
  - 寄木造り　玉眼　漆箔 - 像高53.5cm　膝張42.5cm

- 本尊胎内仏 地蔵菩薩坐像 - （伝）江戸時代[7]
  - 寄木造り 玉眼 彩色 - 像高19.5cm　膝張16.5cm

- 弘法大師像 - （伝）室町時代[7]
  - 寄木造り 玉眼 彩色 - 像高51.3cm　膝張41.5cm　裾張57.5cm

- 興教大師  - （伝）江戸時代[7]
  - 寄木造り 玉眼 彩色 - 像高53.7cm　膝張46.5cm　裾張61.0cm

- 弁財天坐像 - 明治期のものか[7]
  - 一本造り 彫眼 素木 - 像高21.0cm　総高64.0cm

- 大日如来坐像（金剛界大日） - 明治期のものか[7]
  - 銅像 - 像高16.7cm　総高36.7cm

- 大日如来坐像（胎蔵界大日） - 明治期のものか[7]
  - 銅像 - 像高20.0cm　総高35.5cm

- 金銅蓮華形磬 東京都指定有形文化財（工芸品）[8] - 南北朝時代のものと伝えられ[9][10]、昭和48年に制作された「武蔵府中郷土かるた」[11]にも詠まれている[12]。

- 北条氏照の書翰礼状二通 府中市指定有形文化財（古文書）[8]

## 交通
- 京王線「府中駅」より徒歩で10分[13]。